# Cât e soarele de sus
Cât e soarele de sus este un cântec popular interpretat de Lucreția Ciobanu.